# Heterogen
Heterogen (grč. ἑτερογενής: različita roda) je koji pripada različitim kategorijama, rodovima, područjima. Heterogen je koji nema ista svojstva u svim dijelovima. Heterogen može značiti raznorodan, raznovrstan, raznolik, nejednak, neujednačen, nespojiv. Heterogen je suprotno od homogen.

## Homogen
Homogen (grč. ὁμογενής) je koji je iste ili slične vrste, istoga ili slična podrijetla, istorodan, istovrstan. Homogen je koji ima ista svojstva u svakom dijelu i uvijek, jednolik, jedinstven. Homogen je suprotno od heterogen.